# Opuntia ekmanii
Opuntia ekmanii ist eine Pflanzenart in der Gattung der Opuntien (Opuntia) aus der Familie der Kakteengewächse (Cactaceae). Das Artepitheton ekmanii ehrt den schwedischen Botaniker Erik Leonard Ekman.

## Beschreibung
Opuntia ekmanii wächst niedrig strauchig und erreicht Wuchshöhen von bis zu 30 Zentimeter. Die nicht gehöckerten,  eiförmigen bis länglichen Triebabschnitte sind bis zu 10 Zentimeter lang und bis zu 3,5 Zentimeter breit. Die gelben bis grauen Areolen stehen weit voneinander entfernt. Die Glochiden sind hellgelb bis rötlich gelb. Die zwei bis fünf nadeligen Dornen sind bis zu 5 Zentimeter lang.
Die gelben Blüten weisen eine Länge von 4 bis 7 Zentimeter und einen Durchmesser von bis zu 4 Zentimeter auf. Die birnenförmigen Früchte sind bis zu 4 Zentimeter lang.

## Verbreitung und Systematik
Opuntia ekmanii ist auf Haiti verbreitet.
Die Erstbeschreibung erfolgte 1931 durch Erich Werdermann.

## Nachweise